# Turn-based strategy

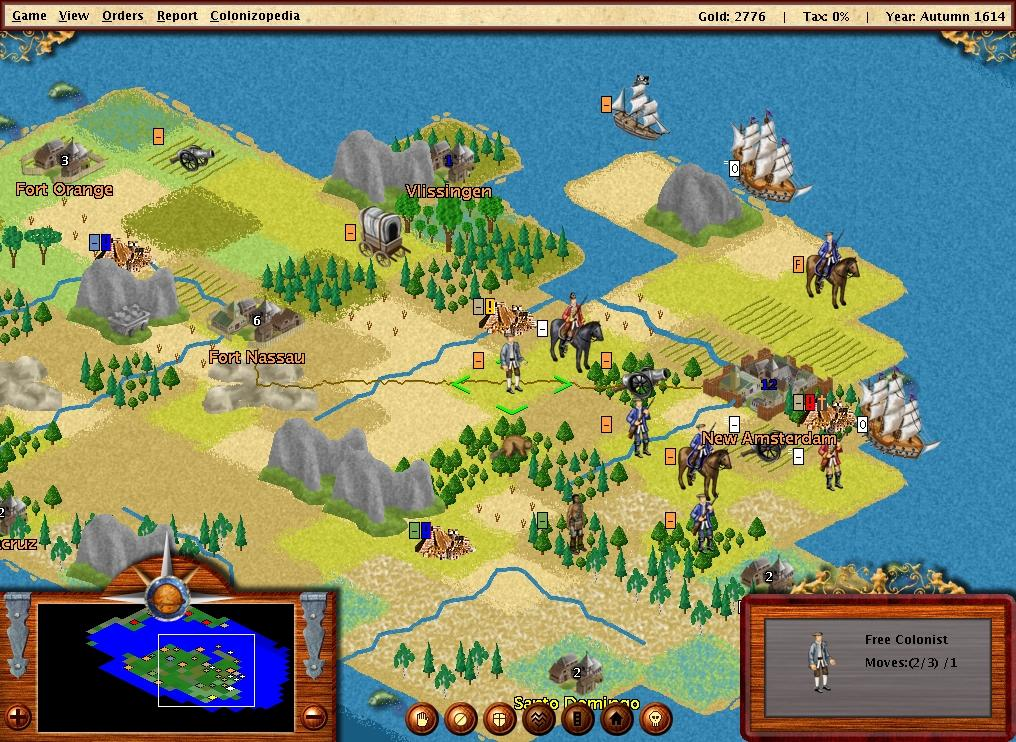
FreeCol

Turn-based strategy (TBS) is een spelgenre waarbij de spelers in beurten acties uitvoeren. Beurten kunnen tijdseenheden zoals jaren, maanden of dagen representeren. Turn-based strategy komt voornamelijk voor in bordspellen alsmede computerspellen. Voor computerspellen is het alternatief real-time strategy erg populair. In dit genre kunnen de stukken continu in beweging zijn.

## Bekende TBS-bordspellen
Voorbeelden van bordspellen zijn onder andere dammen, halma, monopoly, Risk, schaken en stratego.

## Bekende TBS-computerspellen
- De serie Civilization en afgeleide spellen zoals Colonization en Alpha Centauri
- De serie Heroes of Might and Magic
- De serie Masters of Orion
- Master of Magic
- De serie Total War (een realtime/TBS-hybride)
- De serie Worms
- De serie Advance Wars
- De serie Fire Emblem
- De serie Panzer General
- De serie Ancient Chronicles